# هواگرد آموزشی

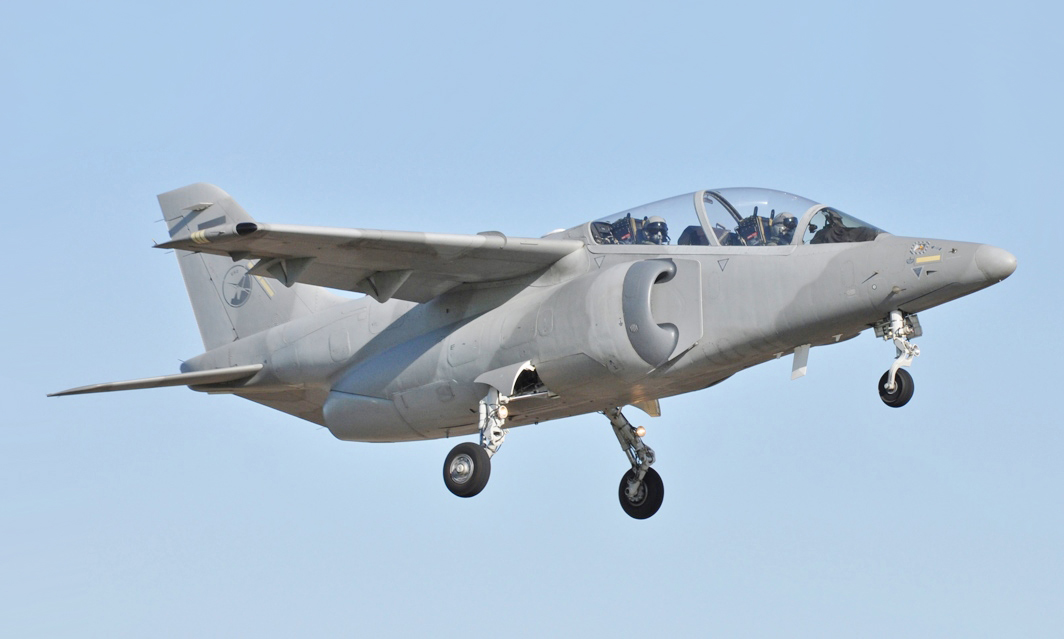
آی‌ای-۶۳ پامپا یک هواپیمای جت آموزشی ساخت آرژانتین

هواپیمای آموزشی نام نوعی هواپیما است که است که برای آموزش خلبانی و ناوبری‌هوائی و هدف‌گیری و تیراندازی هوائی به‌کار می‌رود.
هواپیماهای آموزشی معمولاً هواپیماهای سبک با یک موتور پیستونی هستند که دو صندلی (پشت‌هم یا کنارهم) برای استاد و شاگرد دارند. برای آموزش خلبانان جت جنگنده از هواپیماهای آموزشی با موتور جت استفاده می‌شود.
درگذشته در ایران هواپیمای آموزشی را «هواپیمای مشقی» نیز می‌گفتند.

## نگارخانه

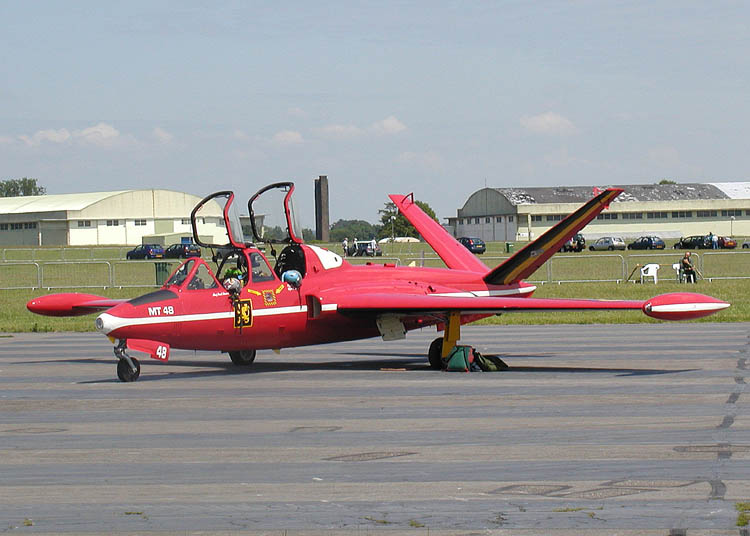
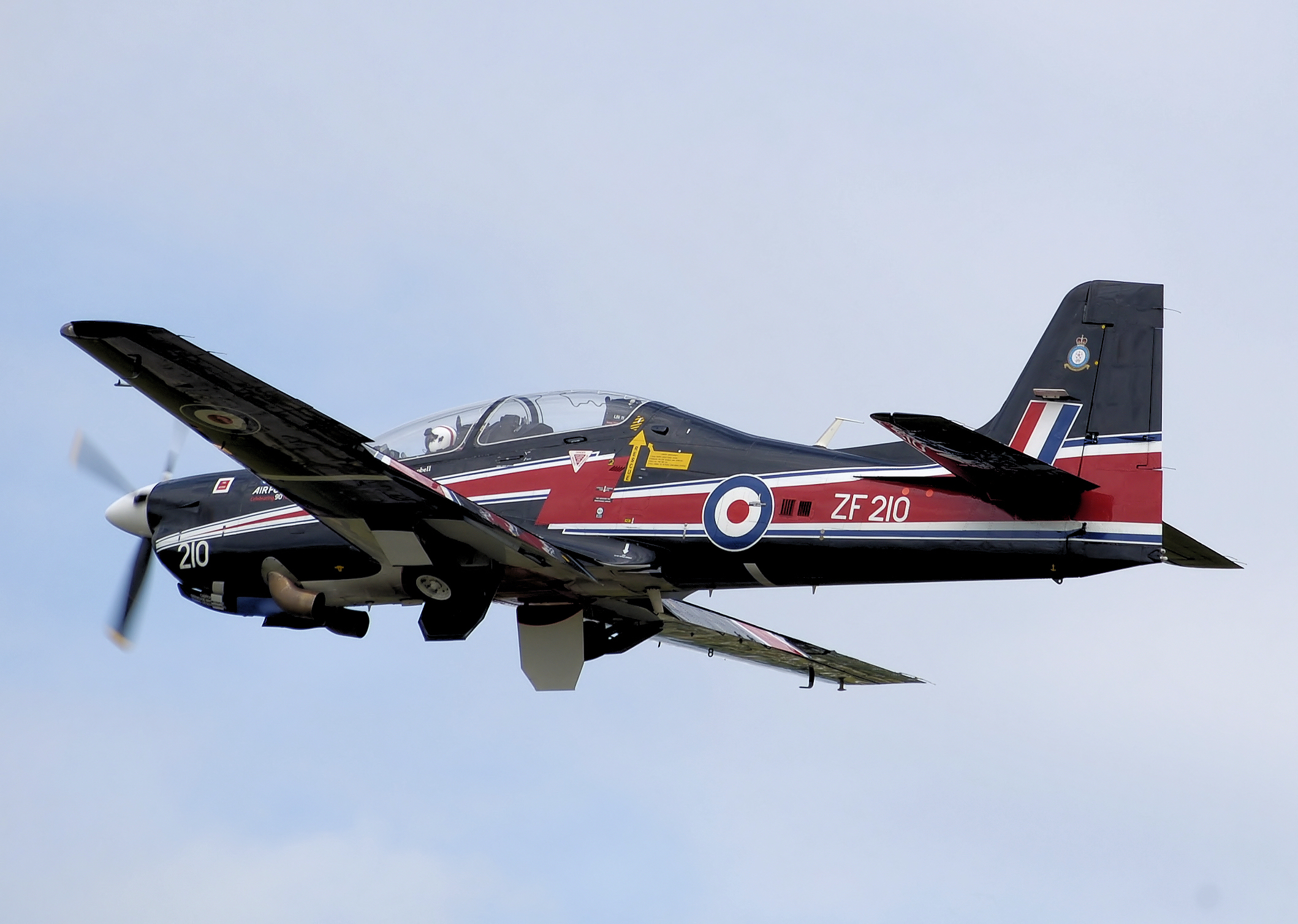